# Federica Nargi
Federica Nargi (Roma, 5 febbraio 1990) è una modella e showgirl italiana.

## Biografia
Nata a Roma da Claudio e Concetta, originari rispettivamente di Castelvetere sul Calore (AV) e Boscoreale (NA), dopo aver frequentato sin dall'infanzia una scuola di danza ed aver partecipato a vari concorsi di bellezza, nel 2007 si classificò all'undicesimo posto a Miss Italia dopo aver vinto prima la fascia di Miss Roma e poi il titolo nazionale di Miss Cotonella. Nell'estate 2008 la Nargi ha partecipato, nella categoria more, a Veline su Canale 5, e vinse la finale del 18 settembre in coppia con la bionda Costanza Caracciolo: le due showgirl citate furono le veline di Striscia la notizia per quattro edizioni consecutive dal 22 settembre 2008 al 10 giugno 2012 (per un totale di 885 puntate); nelle stagioni 2010-2011 e 2011-2012, questa coppia di veline ha presentato Le nuove mostre, show comico di La5 ideato da Antonio Ricci. Nell'estate 2011 la Nargi ha debuttato al cinema recitando nel film di Massimo Morini Capitan Basilico 2 - I Fantastici 4+4.
Nell'estate 2012 la Nargi divenne modella e testimonial della casa di moda Koralline per le due campagne pubblicitarie della "stagione autunno-inverno 2012-2013". Nell'autunno 2012 partecipò alla prima edizione del reality show di Rai 2 Pechino Express nella squadra-tandem "Le Veline" insieme a Costanza Caracciolo. Nel dicembre 2012 la Nargi è stata, in coppia con Costanza Caracciolo, una delle concorrenti del talent show culinario Cuochi e Fiamme Celebrities in onda su LA7d e condotto da Simone Rugiati. Nell'inverno 2013 la Nargi divenne modella e testimonial della casa di moda Koralline per le campagne pubblicitarie della "stagione primaverile 2013", è stata una delle concorrenti-vip del nuovo game show di Rai 1 Red or Black? - Tutto o niente, e divenne, insieme a Costanza Caracciolo e Francesca Fioretti, una delle testimonial per una linea di borse della casa di moda Yamamay. Nella primavera 2013 la Nargi è stata modella e testimonial della casa di moda Golden Point per le campagne pubblicitarie della "stagione estiva 2013", ha partecipato, insieme a Melissa Satta, all'evento di Italia 1 Forever Together Summer Show come modella di Calzedonia, e ha presentato, insieme a Paolo Ruffini e Fiammetta Cicogna, lo show comico Colorado ... a rotazione! in onda su Italia 1. In seguito il duo Ruffini-Nargi presentò, con Gianluca Fubelli, Colorado nell'autunno 2017.
Nel giugno 2013 sfilò al Glamour Live Show di Milano per le collezioni di Hip Hop, Tèr de Caractère e Golden Point, tre case di moda di cui fu modella e testimonial insieme ad Alessia Tedeschi; sempre per Golden Point, è stata la protagonista dei "cataloghi mare" dell'estate 2013 e dei cataloghi della "stagione autunno-inverno 2013-2014". Nel settembre 2013 conduce insieme a Niccolò Torielli lo show di Rai 2 Facciamo pace. Nel novembre 2013 debuttò a teatro perché recitò, accanto a Roberta Giarrusso e Gabriele Cirilli, nello spettacolo Lui e Lei - Istruzioni per la coppia diretto da Federico Moccia. Nella primavera 2014 è stata una delle concorrenti della prima edizione del talent show di Rai 1 Si può fare! in cui ha ottenuto il secondo posto. Dopo aver preso parte nel 2013 alle riprese del videoclip musicale Heroes di Ben Dj, nel gennaio 2015 fu la protagonista del videoclip Il bello d'esser brutti di J-Ax. Nel settembre 2015 ha preso parte alla prima edizione del nuovo programma comico di prima serata Stasera tutto è possibile condotto da Amadeus su Rai 2. Nella stagione 2015-2016 è la conduttrice di Premium Magazine, un rotocalco televisivo riadattato per i canali digitale di Mediaset Premium simile al più noto Verissimo.
Nel 2016 partecipa, con Adua Del Vesco e Claudia Cardinale, alle riprese della fiction di Canale 5 Il bello delle donne... alcuni anni dopo con il ruolo di Scilla Manfridi: la fiction è andata in onda nell'inverno 2017 in prime time. Nel maggio 2015 la Nargi è diventata modella e testimonial della linea di costumi Goldenpoint Swimwear. Nel settembre 2015 è diventata modella e testimonial della linea di vestiti Follow Us (per questa linea aveva già posato nel 2014). Nel maggio 2015 è diventata modella e testimonial della linea di costumi Goldenpoint Bikini (in precedenza la Nargi aveva già posato per la stessa azienda, precisamente per la linea intimo Goldenpoint autunno-inverno 2013-2014).
Tra l'inverno e la primavera 2015 la Nargi è diventata, insieme a Irene Colzi e Annalisa, modella e testimonial della linea dei prodotti per capelli The Secret Beauty di Irene Greco e in seguito la Nargi è diventata modella e testimional per la Garnier. Dopo aver sfilato per la "Linea Beachwear 2015" di Goldenpoint, nell'estate 2015 la Nargi è quindi diventata modella e testimonial: della "Philippe Matignon Beachwear Collection 2015 by Goldenpoint" e della "SiSi Beachwear Collection 2015 for Goldenpoint" e della "GoldenLady Beachwear Collection 2015 for Goldenpoint". Nell'autunno 2015 è diventata modella e testimonial della collezione collant di "Goldenpoint & HUE 2015/2016".
Nell'estate 2015 e nell'autunno 2015 la Nargi è diventata modella e testimonial della collezione FW15 di Follow Us, quindi nel gennaio 2016 ha rappresentato questo brand al Pitti Uomo. Dopo aver posato per la copertina di Lampoon Magazine, nella primavera 2016 la Nargi è diventata modella e testimonial (al posto di Elena Santarelli) per la collezione primavera/estate 2016 di Sandro Ferrone; nello stesso periodo è diventata modella e testimonial della collezione primavera/estate 2016 di Follow Us e quindi la Nargi (insieme ad Alessandro Matri) ha posato come testimonial dei per la collezione primavera-estate 2016 dei vestiti di U.S. Polo Assn. Nell'inverno 2017 la Nargi ha rappresentato il brand di vestiti Mizuno al Pitti Uomo. Nella primavera 2017 la Nargi è diventata modella e testimonial per la campagna pubblicitaria televisiva dei climatizzatori WindFree di Samsung.
Dopo aver partecipato (insieme ad Alessandro Matri) al talk show E poi c'è Cattelan condotto da Alessandro Cattelan in seconda serata su Sky Uno, nella primavera 2017 la Nargi è diventata modella e testimonial dei cosmetici Hino e ha partecipato al game show musicale Bring the Noise condotto da Alvin su Italia 1; nello stesso periodo la Nargi è diventata modella e testimonial per il brand di vestiti Supertokio. Nell'ottobre 2017 ha partecipato come guest star al programma di Italia 1 Big Show condotto da Andrea Pucci. Nel febbraio 2018 viene scelta come testimonial degli occhiali Foreyever, in sostituzione di Belén Rodríguez.
Nel 2021 partecipa alla trasmissione Tale e quale show condotta da Carlo Conti, il 23 maggio 2022 presenta l'Integration Heroes Match di Samuel Eto'o allo stadio Giuseppe Meazza, mentre il 19 giugno 2023 è stata co-conduttrice della quinta puntata del programma televisivo GialappaShow. Nel 2023 ha fondato una propria linea di make-up. L'anno seguente prende parte al game show Tilt - Tieni il tempo.                                   Nello stesso anno partecipa, assieme al ballerino Luca Favilla, alla diciannovesima edizione di Ballando con le stelle, classificandosi terza.

## Vita privata
Dal marzo 2009 è fidanzata con Alessandro Matri, con il quale ha avuto due figlie: Sofia, nata il 26 settembre 2016, e Beatrice, nata il 16 marzo 2019.

## Filmografia
- Capitan Basilico 2 - I Fantastici 4+4, di Massimo Morini (2011)
- Ma tu di che segno 6?, regia di Neri Parenti (2014)
- Il bello delle donne... alcuni anni dopo – serie TV (2017)

## Teatro
- Lui e lei - Istruzioni per la coppia (2013)

## Programmi televisivi
- Miss Italia (Rai 1, 2007) Concorrente
- Veline (Canale 5, 2008) Concorrente Vincitrice
- Striscia la notizia (Canale 5, 2008-2012) Velina
- Le nuove mostre (La 5, 2010-2012)
- Pechino Express - Avventura in Oriente (Rai 2, 2012) Concorrente
- Forever Together Summer Show (Italia 1, 2013)
- Colorado (Italia 1, 2013[71], 2017-2018)
- Facciamo pace (Rai 2, 2013)
- Si può fare! (Rai 1, 2014) Concorrente
- Premium Magazine (Mediaset Premium, 2015-2016)
- Tale e quale show (Rai 1, 2021) Concorrente
- Integration Heroes Match (TV8, 2022)
- GialappaShow (TV8, 2023) Co-conduttrice
- Ballando con le stelle (Rai 1, 2024) Concorrente
- Sognando... Ballando con le stelle (Rai 1, 2025) Concorrente

## Radio
- Integration Heroes (Radio 105, 2022) Inviata

## Videoclip
- 2013 – Heroes (Ben Dj)
- 2015 – Il bello d'esser brutti (J-Ax)

## Campagne pubblicitarie
- Golden Lady / Goldenpoint (dal 2010)
- Kia (2008) - con Costanza Caracciolo
- PosteMobile (2011) - con Costanza Caracciolo
- Valsoia (2011) - con Costanza Caracciolo
- Koralline (2012-2013)
- Vodafone (2012) - con Costanza Caracciolo
- Yamamay bag (2013)
- Follow us (2014-2016)
- Garnier (2015)
- Samsung (2017)
- Sandro Ferrone P/E (2016)
- U.S. Polo Assn P/E (2016)
- Supertokyo (2016)
- Hino (2017)
- Foreyever (2018)
- Primadonna P/E (2018)
- Netflix (2018) - con Alessandro Matri
- Rebecca Gioielli (2018-2019)
- Mabina Gioielli (2025)